# Jean Talon
Jean Talon, Comte d'Orsainville (* Dezember 1625 in Châlons-en-Champagne; † 23. November 1694) war ein französischer Kolonialbeamter unter König Ludwig XIV. Er war von 1655 bis 1665 Intendant des Hennegaus (Hainault), 1665 bis 1672 der erste Intendant von Neufrankreich.

## Leben

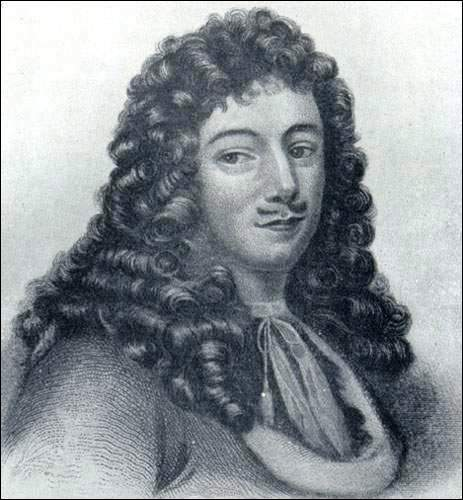
Darstellung Talons in Thomas Chapais: The Great Intendant: a Chronicle of Jean Talon in Canada, 1665–1672, Toronto: Glasgow, Brook & Company (1914)

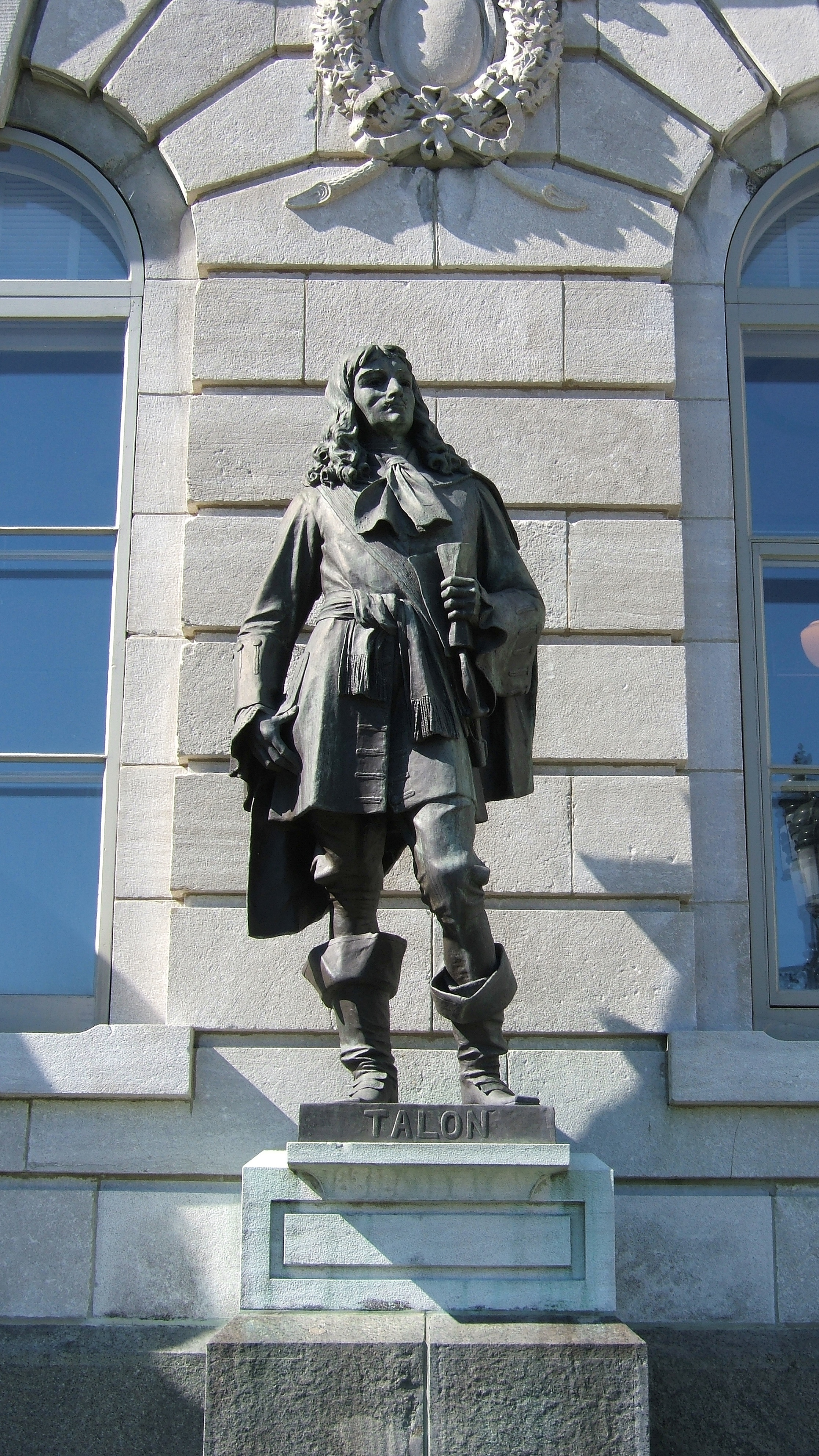
Statue Talons vor dem Parlamentsgebäude in Ottawa

Jean Talon war der Sohn von Philippe Talon und Anne de Bury. Er wurde am 8. Januar 1626 getauft. Sein Vater hatte möglicherweise einen Artus Talon als irischen Vorfahren, der Mitte des 16. Jahrhunderts nach Frankreich gekommen war. Während der Pariser Familienzweig aufstieg, blieb der in der Champagne weniger bedeutend, dem Jean Talon angehörte.
Er studierte am Collège de Clermont, einem Jesuitenkolleg in Paris. 1653 diente er in Turennes Armee, 1655 wurde er Intendant der Provinz Hainault. Mit dieser Einrichtung der Intendantur konnte Richelieu in Frankreich dafür sorgen, dass die Macht des lokalen Adels reduziert wurde, und der König direkten Zugriff auf seine Untertanen erhielt. Zudem konnte er so Vetternwirtschaft und Korruption überwachen.
Bis 1663 unterstanden die französischen Gebiete in Nordamerika der Handelsgesellschaft Compagnie de la Nouvelle France (Gesellschaft von Neu-Frankreich). Diese war jedoch nicht in der Lage, für Schutz gegen die Irokesen zu sorgen, die die Franzosen seit langem bekämpften. So ernannte der König am 21. März 1663 einen Louis Robert de Fortel zum Intendanten der Kolonie Neufrankreich, doch fuhr Fortel nie dorthin.
Am 23. März 1665 wurde Talon vom König als Intendant in die Kolonie Neufrankreich entsandt. Am 23. März segelte er zusammen mit dem neuen Gouverneur Daniel de Rémy de Courcelle an Bord der Saint-Sébastien zur Gaspé, am 12. September erreichte er Québec.
Zur Bekämpfung der Irokesen entsandte Frankreich ab 1665 das mehr als tausend Mann umfassende Carignan-Salières-Regiment. Der Befehlshaber Remy de Courcelle schickte es im Januar und Februar 1666 in einen Winterfeldzug, bei dem 400 Mann erfroren, ohne einen Irokesen gesehen zu haben. Dennoch zwangen die Pocken die Irokesen, um Frieden zu ersuchen. Talon ersuchte am 1. September in einem Memorandum dringend um die Vernichtung der fünf irokesischen Nationen. Am 10. Juli 1667 kam es zu einem Friedensschluss, der bis Anfang der 1680er Jahre hielt.
Talon versuchte, auch wenn der überwiegende Teil des Regiments wieder abzog, möglichst viele der Soldaten im Lande anzusiedeln. Um langfristig die Kolonie zu stützen, ließ Ludwig XIV. rund 800 Frauen, „Töchter des Königs“ (filles du Roi) genannt, vor allem aus Paris und der Normandie, ausstatten und in die Kolonie bringen. Sie erhielten 30 Livres für Kleidung und 60 für die Überfahrt. Talon zwang die Siedler, die jungen Frauen zu heiraten, indem er ihnen ansonsten mit Entzug ihrer Rechte auf Fischerei, Jagd und Fallenstellerei drohte. 1671 vermeldete er an Colbert 600 bis 700 Geburten.
Zudem wurden 1500 Siedler angeworben. Die Nachkommen dieser zahlreicher Schuldknechte – sie mussten überwiegend die Kosten der Überfahrt abarbeiten – wurden allerdings als gesellschaftlich niedriger stehende „engagés“ bezeichnet – 1665 stellten sie ein Viertel der männlichen Bevölkerung über 14 Jahren. Ehen zwischen französischen Kolonisten und Indianerinnen wurden ebenfalls gefördert. Aus deren Nachkommen gingen die Métis hervor. Im Februar und März 1666 führte Talon die erste Volkszählung durch. Die Zahl der Siedler belief sich auf 3.215 in 538 Familien. Zu 763 Personen liegen Berufsangaben vor. Die meisten waren Diener (servants), nämlich 401. Hinzu kamen die 1000 bis 1200 Mann der königlichen Armee. 30 Kleriker kamen hinzu, wobei der gesamte Klerus aus dem Bischof, 18 Priestern und 31 Jesuiten bestand. Hinzu kamen 19 Ursulinerinnen, 23 Nonnen der Réligieuses Hospitalières de Saint-Joseph und vier weltliche Damen des Ordens. Bis 1673 wuchs die Bevölkerung um rund 9.000 Menschen an.

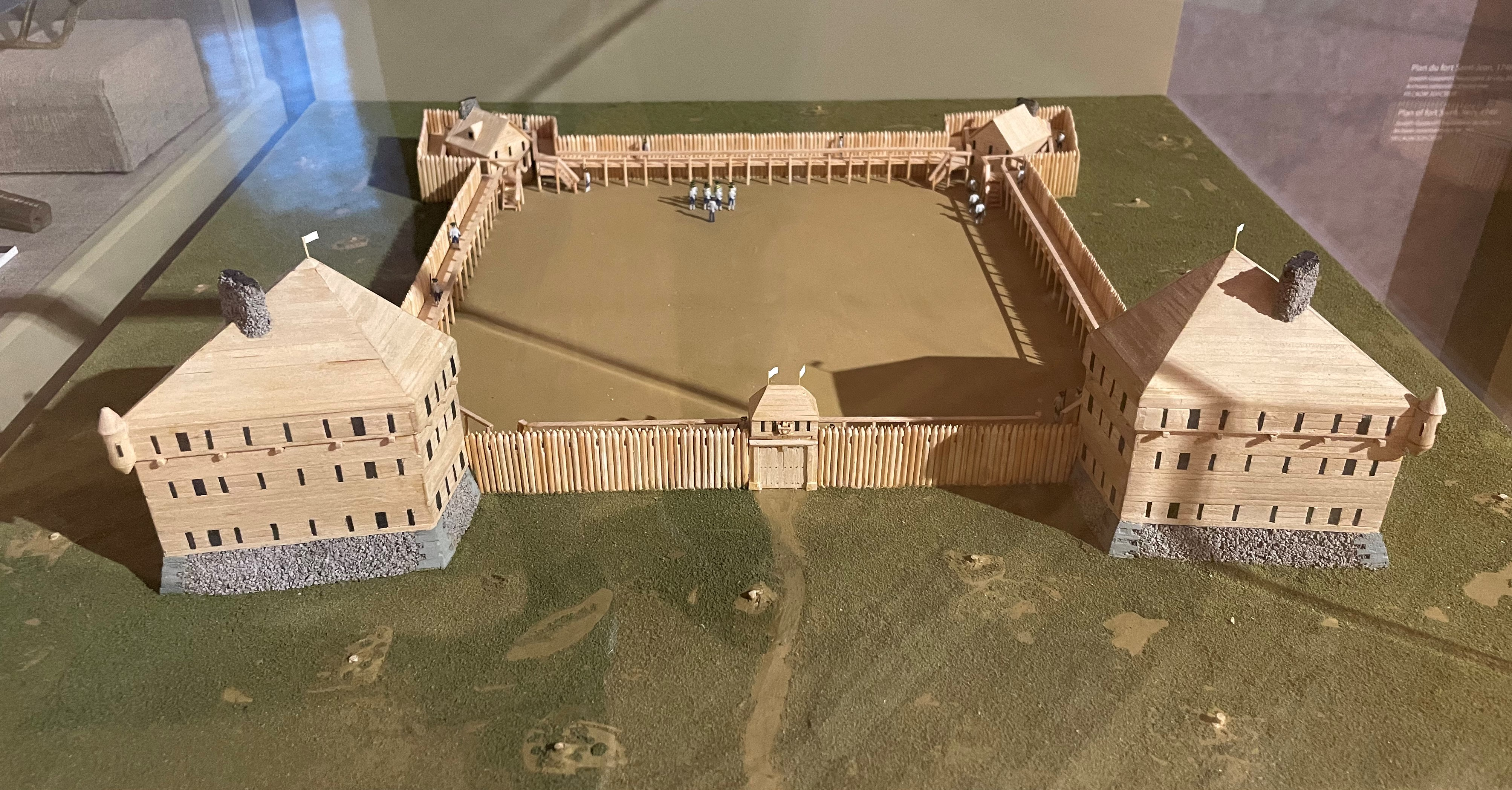
Fort Saint Jean am Richelieu um 1748

Talon förderte die Feudalisierung, also die Übertragung der in Frankreich herrschenden Gesellschafts-, Besitz- und Wirtschaftsordnung in die Kolonie. So erhielten Pierre de Sorel, Antoine Pécaudy de Contrecoeur und François Jarret de Verchères riesige Grundherrschaften (seigneuries) am Richelieu-Fluss, wo das Carignan-Salières-Regiment Forts gebaut hatte, wie Saint Jean. Am 5. Juni 1672 versuchte Talon, die Flucht vor dem Feudalsystem zu unterbinden, indem er den Familien verbot, in die Wälder zu gehen, doch scheiterte er hierbei. Schon 1665/66 ließ er bei Québec drei Bauerndörfer anlegen, wobei er mit Unterstützung Colberts die dortigen Jesuiten von Notre-Dame-des-Anges, die diesen Grund seit 1626 besaßen, dazu brachte, das Siedlungsland herauszugeben. Andere Projekte folgten. Diversifizierung und Unabhängigkeit von Frankreich standen bei Talon hoch im Kurs. So wurde die Kolonie unabhängig von Schweinen und Pferden aus Frankreich, da sie nun selbst gezüchtet wurden. Außerdem ließ er 1668 bis 1670 eine Brauerei in Québec errichten. Diese stellte jedoch nach Talons Rückkehr bereits 1675 ihren Betrieb ein, Talon verkaufte sie 1685. 1667 exportierte er erstmals Holz zu den Westindischen Inseln, aber auch diese Industrie ging mit seinem Fortgang ein.
Darüber hinaus förderte er die Pläne Robert Cavelier de La Salles, einen Weg an den Pazifik und Richtung Ostasien zu finden. 1663 gelang es damit über die Großen Seen und das Mississippi-Gebiet zu handeln, das La Salle schließlich 1682 erreichte. Damit wollte man zugleich der englischen Konkurrenz entkommen, die 1670 die Hudson’s Bay Company gründete.
Eigentlich sollte Talon nur zwei Jahre bleiben, und nach Verlängerung verließ er erstmals am 10. November 1668 Québec. Sein Nachfolger wurde Claude de Bouteroue d'Aubigny. Colbert und der König, der sich eine Stunde lang mit ihm unterhielt, überredeten ihn, nach Neufrankreich zurückzukehren. Talon setzte einen freieren Handel für die Kolonie und gegen das Monopol der Compagnie des Indes Occidentales durch, dazu 200.000 livres von Colbert als Zusage, und außerdem weitere Siedler und junge Frauen, sowie Soldaten. Am 15. Juli segelte er von La Rochelle westwärts. Ein Sturm warf ihn jedoch an die Küste bei Lissabon und erst am 18. August 1670 erreichte er Québec.
1672 kehrte er zurück und erhielt eine Stellung am Hof des Königs. Er wohnte im Château de Mariemont, das er bereits seit 1670 besaß. Sein Besitz bei Québec, der von der Grundherrschaft Notre-Dame-des-Anges abgetrennt worden war, hieß Les Islets. Es lag im heutigen Montmorency-Park, wurde 1671 zur Baronie erhoben, schließlich 1675 zur Grafschaft Orsainville. Der König schlug noch die Orte Bourg-Royal, Bourg-la-Reine and Bourg-Talon hinzu. Das Haus hatte er 1667 Joseph-Denis Ruette d'Auteuil für 6.500 Livres abgekauft, und selbst noch einmal 2.500 Livres für Umbauten investiert.
Gelegentlich setzte sich Talon für seinen Neffen, François-Marie Perrot, den Gouverneur von Montréal ein. Als Talon 1681 über eine Rückkehr nach Kanada nachdachte, lehnten dies die Jesuiten aus Angst vor einer Förderung des Alkoholverkaufs an die Indianer ab. Mit James II. von England, der sich im Exil in Paris aufhielt, verband ihn eine Freundschaft. In der Hauptstadt lebte er in der Rue du Bac. 1692 verkaufte er seine beiden Stellungen bei Hof, als Kammerdiener des Königs (premier valet) und als Sekretär für 253.000 Livres.
Am 29. April 1694 setzte er sein Testament auf. Talon starb am 24. November 1694 in Châlons-sur-Marne. Er wurde in der Kapelle Sainte-Catherine in Notre-Dame-en-Vaux in Châlons-en-Champagne beigesetzt.
Die kanadische Bundesregierung ehrte ihn am 8. Mai 1974 für sein Wirken als Intendant und erklärte ihn zu einer „Person von nationaler historischer Bedeutung“.